# Féminisme et judaïsme
Féminisme et judaïsme recouvre l'ensemble des actions et théories visant à une égalité de droits entre hommes et femmes, qu'il s'agisse du simple droit à l'enseignement judaïque et à son exercice, ou d'une remise en cause plus globale d'une société jugée patriarcale, remise en cause s'appuyant sur l'interprétation des préceptes du judaïsme.

## Articles liés
Femmes du mur des Lamentations